# Hermogenes aliferella
Hermogenes aliferella är en fjärilsart som beskrevs av Philipp Christoph Zeller 1867. Hermogenes aliferella ingår i släktet Hermogenes och familjen plattmalar. Inga underarter finns listade i Catalogue of Life.